# 関根久雄
関根 久雄（せきね ひさお、1962年－）は、日本の文化人類学者。専門は、文化人類学・開発人類学・オセアニア島嶼地域研究・「人類学と開発援助」研究。学位は、博士（文学）。筑波大学人文社会系教授。筑波大学学長補佐、同大学国際総合学類長、同大学社会・国際学群長、同大学人文社会系長（大学執行役員）を歴任。東京都世田谷区生まれ。

## 経歴
- 法政大学文学部卒業
- 国際協力事業団青年海外協力隊参加（ソロモン諸島国派遣、Solomon Islands National Museum勤務）
- 広島大学大学院社会科学研究科修士課程修了
- 総合研究大学院大学文化学研究科（国立民族学博物館）博士課程単位取得退学
- 名古屋大学大学院国際開発研究科助手
- 筑波大学社会科学系講師、助教授
- 筑波大学大学院人文社会科学研究科助教授、教授
- 国立民族学博物館特別客員教授
- 筑波大学人文社会系教授
- 筑波大学学長補佐
- 筑波大学社会・国際学群 国際総合学類長
- 筑波大学社会・国際学群長
- 筑波大学人文社会系長（大学執行役員）

## 著書
- 『開発と向き合う人びと - ソロモン諸島における「開発」概念と政治的リーダーシップ』（東洋出版） 2001
- 『地域的近代を生きるソロモン諸島 - 紛争・開発・「自律的依存」』（筑波大学出版会） 2015

## 共著
- 『文化人類学20の理論』（綾部恒雄編、弘文堂） 2006
- 『オセアニア学』（吉岡政德監修、京都大学学術出版会） 2009
- 『朝倉世界地理講座15 オセアニア』（片山一道, 熊谷圭知編、朝倉書店） 2009
- 『開発援助と人類学 - 冷戦・蜜月・パートナーシップ』（佐藤寛, 藤掛洋子編、明石書店） 2011
- 『グローカリゼーションとオセアニアの人類学』（須藤健一編、風響社） 2012
- 『オセアニアと公共圏 - フィールドワークからみた重層性』（柄木田康之, 須藤健一編、昭和堂） 2012
- 『共在の論理と倫理 - 家族・民・まなざしの人類学』（風間計博, 中野麻衣子, 山口裕子, 吉田匡興編、はる書房） 2012
- 『グローバル支援の人類学 - 変貌するNGO・市民活動の現場から』（信田敏宏, 白川千尋, 宇田川妙子編、昭和堂） 2017
- 『はじめて学ぶ文化人類学』（岸上伸啓編、ミネルヴァ書房） 2018
- 『詳論文化人類学』（桑山敬巳, 綾部真雄編、ミネルヴァ書房） 2018
- 『青年海外協力隊は何をもたらしたか - 開発協力とグローバル人材育成50年の成果』（岡部恭宜編、ミネルヴァ書房） 2018
- 『グローバル化する＜正義＞の人類学 - 国際社会における法形成とローカリティ』（細谷広美, 佐藤義明編、昭和堂） 2019
- 『コンビニからアジアを覗く』（佐藤寛, アジアコンビニ研究会編、日本評論社） 2021
- 『コロナ禍を生きる大学生 - 留学中のパンデミック経験を語り合う』（北野真帆, 内藤直樹編、昭和堂） 2022

ほか

### 編著
- 『ソロモン諸島の生活誌：文化・歴史・社会』（秋道智彌, 田井竜一共編、明石書店） 1996
- 『グローバル・コミュニケーション論 - 対立から対話へ』（津田幸男共編、ナカニシヤ出版） 2002
- 『実践と感情 - 開発人類学の新展開』（編、春風社） 2015
- 『持続可能な開発における<文化>の居場所 - 「誰一人取り残さない」開発への応答』（編、春風社） 2021[6]

## 翻訳
- 『開発人類学 - 基本と実践』（共訳、古今書院） 2007
- 『豚泥棒から国会議員へ』（中山書店） 1996